# Helicopis poleti
Helicopis poleti är en fjärilsart som beskrevs av Le Moult 1939. Helicopis poleti ingår i släktet Helicopis och familjen Riodinidae. Inga underarter finns listade i Catalogue of Life.